# Moataz Eno
Moataz Eno (Cairo, 9 de outubro de 1983) é um futebolista profissional egípcio que atua como defensor.

## Carreira
Moataz Eno representou o elenco da Seleção Egípcia de Futebol no Campeonato Africano das Nações de 2006.

## Títulos
Seleção Egípcia
- Campeonato Africano das Nações: 2006